# Si-Isotopenfraktionierung
Die Si-Isotopenfraktionierung ist die massenabhängige Isotopenfraktionierung im Promille-Bereich der relativen Verhältnisse der stabilen Isotope des Siliciums. Bei den stabilen Isotopen des Siliciums handelt es sich um die sogenannten „nicht-traditionellen“ stabilen Isotope (z. B. Mg, Ca, Si, Cr, Fe, Cu, Zn, Ni, Mo, Tl), deren Erschließung erst seit der Entwicklung der Multikollektor-ICP-MS vor zehn Jahren möglich wurde. 
Si-Isotopenverhältnisse wurden bis vor zehn Jahren sehr selten mit Gasmassenspektrometrie messen. Heute gewinnt aber die ICP-MS die Oberhand. Dabei werden die Isotopenverhältnisse 29Si/28Si und 30Si/28Si gemessen. Neuerdings kommt die Technik der Laserablation hinzu. Wird ein Femtosekundenlaser an ein Multikollektor-ICP-Massenspektrometer gekoppelt, können stabile Si-Isotope ortsaufgelöst an Festkörpern mit 30 Mikrometer Auflösung gemessen werden.
Anwendung fand die Technik der stabilen Si-Isotope in der Forschung des Feldes Geochemie. z. B. fanden Ziegler et al. (2005) eine signifikante Verschiebung der stabilen Isotope bei der Gesteinverwitterung. Auch die Biosphäre fraktioniert: Bananen bevorzugen das leichte Isotop 28Si bei ihrem Wachstum (Opfergelt et al. 2006). 
Besonders interessante Daten lieferte das Studium der Si-Isotope in Sedimenten der Frühzeit der Erde, dem Präkambrium. Archaische Gebänderte Eisenformationen (engl. Banded Iron Formation, „BIF“), dies sind Lagerstätten der bedeutendsten Eisenrohstoffe, enthalten ca. 2–3 Promille leichteres Si als die vermutliche Quelle des ozeanischen Siliciums, hydrothermale Lösungen (André et al. 2006). Es wird vermutet, dass dies in dem heißen Archaischen Ozean durch vorzugsweise Ausfällung der leichten Si-Isotope aus den relativ unfraktionierten heißen Lösungen ausgelöst wurde. Dabei wird das Ozeanwasser kontinuierlich in den leichten Isotopen 28Si  und 29Si gegenüber 30Si abgereichert. Irgendwann wird auch diese Restlösung Si in die Ozeansedimente ausgefällt. Also müssten in der Nähe der "leichten" BIF Ablagerungen mit schweren Si-Isotopen gefunden werden. Dies war aber bisher nicht der Fall und stellt eines der Rätsel der Si-Isotopengeochemie dar.